# Euridamante
Nella mitologia greca, Euridamante era uno dei fieri membri dell'equipaggio di Argo, la nave alla cui guida Giasone partì alla conquista del vello d'oro.

## Il mito
Non si sa molto di Euridamante, detto il Dolopio, visto che veniva da Ctimene la città dei Dolopi, più precisamente dalle rive del lago Siniade. Egli era figlio di Ctimeno, il fondatore della città.
Partecipò alla spedizione degli Argonauti senza però mettersi particolarmente in luce. In seguito si stabilì a Troia.
Euridamante era famoso ed abile ad interpretare i sogni di chiunque ma non altrettanto bravo nel prevedere le sorti dei suoi figli Abante e Polido: infatti i due giovani, venuti in soccorso di Priamo con la benedizione del padre, furono uccisi da Diomede.

### Fonti
- Igino, Fabulae
- Apollodoro
- Omero, Iliade V 149

### Traduzione delle fonti
- Omero, Iliade, quinta edizione, Bergamo, BUR, 2005, ISBN 88-17-17273-1. Traduzione di Giovanni Cerri

### Moderni
- Robert Graves, I miti greci